# NGC 2349
NGC 2349 is een open sterrenhoop in het sterrenbeeld Eenhoorn. Het hemelobject werd in 1783 ontdekt door de Duits-Britse astronome Caroline Herschel.